# Jonas Hassen Khemiri
Jonas Hassen Khemiri (Stockholm, 1978. december  27. –)  svéd író, drámaíró, nemzedékének egyik elismert, sikeres szerzője.

## Életpályája
Svéd anya és tunéziai apa gyermeke. Első regénye, az Ett öga rött (Egy szem vörös) 2003-ban jelent meg és jelentős sikert aratott. Drámaíróként az Invasion! című darabbal mutatkozott be, melyet 2006-tól két évig játszott a Stockholmi Városi Színház, és külföldön is több városban bemutattak.
2021-ig öt regényt, hat színdarabot, valamint egy esszé- és novellagyűjteményt írt. Műveinek egyik központi témája önéletrajzi jellegű: a bevándorlók helyzete az idegenekkel szemben erősödő bizalmatlanságot, előítéleteket tápláló svéd társadalomban. Széles körben ismertté vált nyílt levelében (2013) tiltakozott a svéd igazságügyi miniszternél a rendőrségnek szerinte faji alapon történt igazoltatásai, gyanúsításai miatt.
Munkáival több irodalmi díjat nyert, köztük a Svéd Rádió irodalmi díját, 2015-ben az év legjobb regénye díját és az August-díjat, valamint a francia Médicis-díjat a külföldi szerzők kategóriában (2021). 
Magyarul 2021-ig három regénye jelent meg Papolczy Péter fordításában.

## Regényei
- 2003 – Ett öga rött
- 2006 – Montecore: en unik tiger
  - Montecore – Egy párját ritkító tigris (Gondolat, 2009)
- 2008 – Invasion! pjäser noveller texter
- 2010 – Så som du hade berättat det för mig (ungefär) om vi hade lärt känna varandra innan du dog
- 2012 – Jag ringer mina bröder
- 2015 – Allt jag inte minns – 2015. év legjobb svéd regénye; August-díj
  - Amikre nem emlékszem (Gondolat, 2016)
- 2018 – Pappaklausulen
  - Apazáradék (Európa, 2019)